# Otto Fetting
Otto Fetting, född 20 november 1871, död 30 januari 1933, var en av de sju män som, våren 1926, ordinerades till apostlar inom mormonkyrkan Church of Christ (Temple Lot).

## Biografi
Den 4 februari 1925 sade sig Fetting ha fått besök av en himmelsk budbärare som uppmanade folket att börja bygga det tempel som skulle byggas i Independence, Missouri enligt en profetia som mormonerna mottagit omkring hundra år tidigare. Detaljer om denna uppenbarelse publicerades först i kyrkans nyhetsbrev Zion's Advocate. Fetting bodde då i Port Huron, Michigan.
Efter denna uppenbarelse började man under Fettings ledning att förbereda tempelbygget. När man var i färd med att gräva grunden till templet så kom två stenar i dagen, som hade grävts ner av mormonkyrkans grundare Joseph Smith, hundra år tidigare. Dessa stenar hade inskrifter från lantmätaren och markerade exakt var templet skulle byggas. Stenarna kan fortfarande beskådas i Church of Christ (Temple Lot) lilla museum i Independence.
Ängeln ska ha återkommit och uppenbarat sig för Fetting vid en rad tillfällen. Fetting fortsatte att publicera de budskap han mottagit i Zion's Advocate. Senare fick han reda på att denne budbärare var Johannes Döparen.
Fetting hävdade att ängeln i en uppenbarelse gett kyrkan sju år på sig att slutföra tempelbygget.
När grunden till templet nästan var färdiggrävd splittrades dock kyrkan till följd av Fettings tolfte föregivna änglabesök och bygget blev aldrig slutfört.
Vid detta besök ska ängeln ha meddelat att alla som upptogs som medlemmar av Kristi kyrka måste omdöpas, även om man tidigare var döpt inom någon annan mormonkyrka. Fetting hade själv döpts inom den Reorganiserade Jesu Kristi Kyrka av Sista Dagars Heliga innan han anslutit sig till kyrkan och förlitat sig på detta dops giltighet. Men på ängelns anmodan lät Fetting (och de av hans anhängare som befann sig i en liknande situation) döpa om sig. Vid samma tillfälle skulle Fetting också ha tilldelats de prästadömesnycklar som Joseph Smith och Oliver Cowdery fått av Johannes Döparen, i Harmony, Pennsylvania den 15 maj 1829.
Kyrkans ledning vägrade acceptera denna nya uppenbarelse varför Fetting och flera andra apostlar lämnade kyrkan tillsammans med tusentals medlemmar (ungefär hälften av kyrkans medlemmar) och bildade en ny Kristi kyrka, som en längre tid endast samlades i hemmen. 
Fetting samlade över 30 budskap mottagna från Johannes Döparen innan sin död 1933.
Tillsammans med fyra andra personer, som hävdade att de hade sett ängeln, publicerade Otto Fetting de budskap de fått i boken The Word of the Lord Brought to Mankind by an Angel.